# Кампо ди Тренс
Ка̀мпо ди Трѐнс (на италиански: Campo di Trens; на немски: Freienfeld, Фрайенфелд) е малко градче и община в Северна Италия, автономна провинция Южен Тирол, автономен регион Трентино-Южен Тирол. Разположено е на 937 m надморска височина. Населението на общината е 2661 души (към 2010 г.).

## Език
Официални общински езици са и италианският и немският. Най-голямата част от населението говори немски. В общината се говори и други романски език, ладинският.
| %     | Роден език      |
| 3,79  | Италиански език |
| 95,85 | Немски език     |
| 0,36  | Ладински език   |